# Kabinet-Ford
Het kabinet–Ford was de uitvoerende macht van de Verenigde Staten van Amerika van 9 augustus 1974 tot 20 januari 1977. Vicepresident Gerald Ford van de Republikeinse Partij werd de 38e president van de Verenigde Staten na het aftreden van president Richard Nixon, wiens positie door het Watergateschandaal onhoudbaar was geworden. Ford werd verslagen voor een eigen termijn in de presidentsverkiezingen van 1976 door de Democratische kandidaat, voormalig gouverneur van Georgia Jimmy Carter.

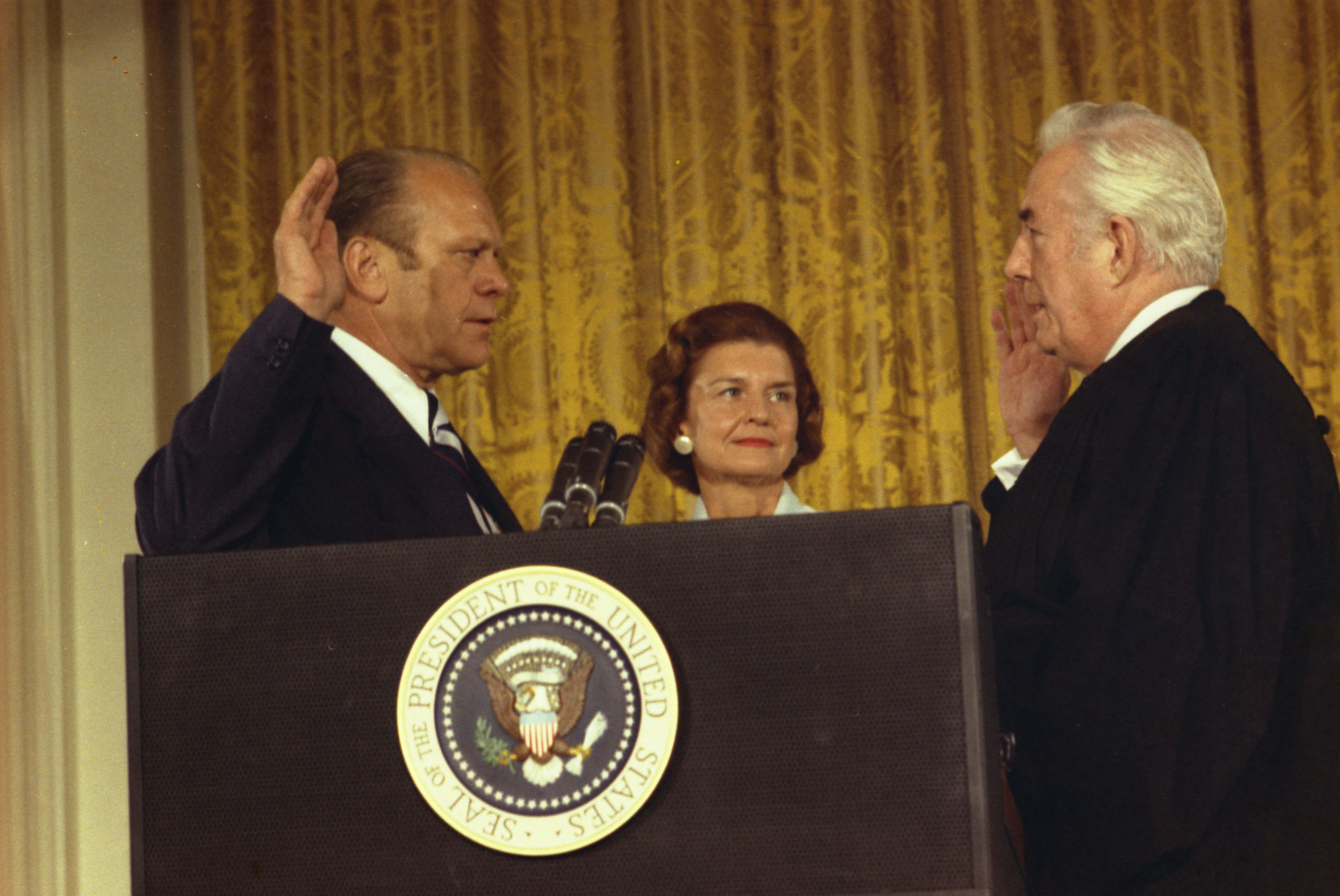
De beëdiging van Gerald Ford als president door opperrechter Warren Burger na het aftreden van Richard Nixon in het Witte Huis op 9 augustus 1974.

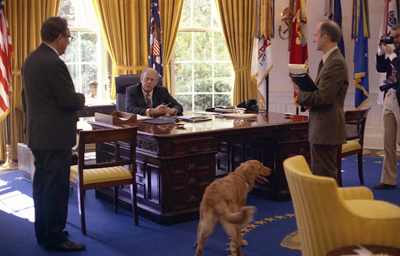
Minister van Buitenlandse Zaken en nationaal veiligheidsadviseur Henry Kissinger, president Gerald Ford en onder-nationaal veiligheidsadviseur Brent Scowcroft in de Oval Office tijdens bijeenkomst in het Witte Huis op 8 oktober 1974.

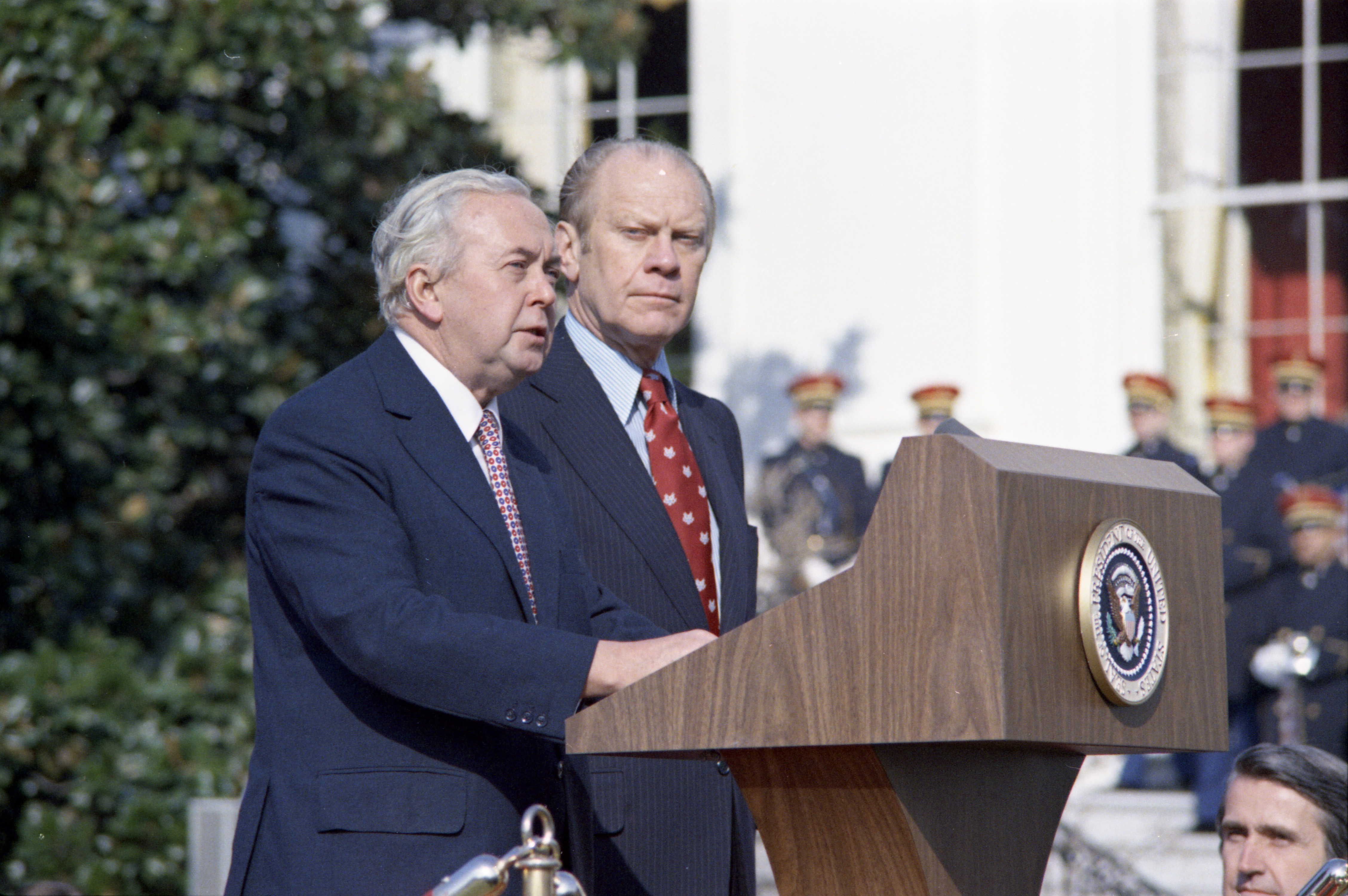
Premier van het Verenigd Koninkrijk Harold Wilson en president Gerald Ford tijdens bijeenkomst bij het Witte Huis op 30 januari 1975.

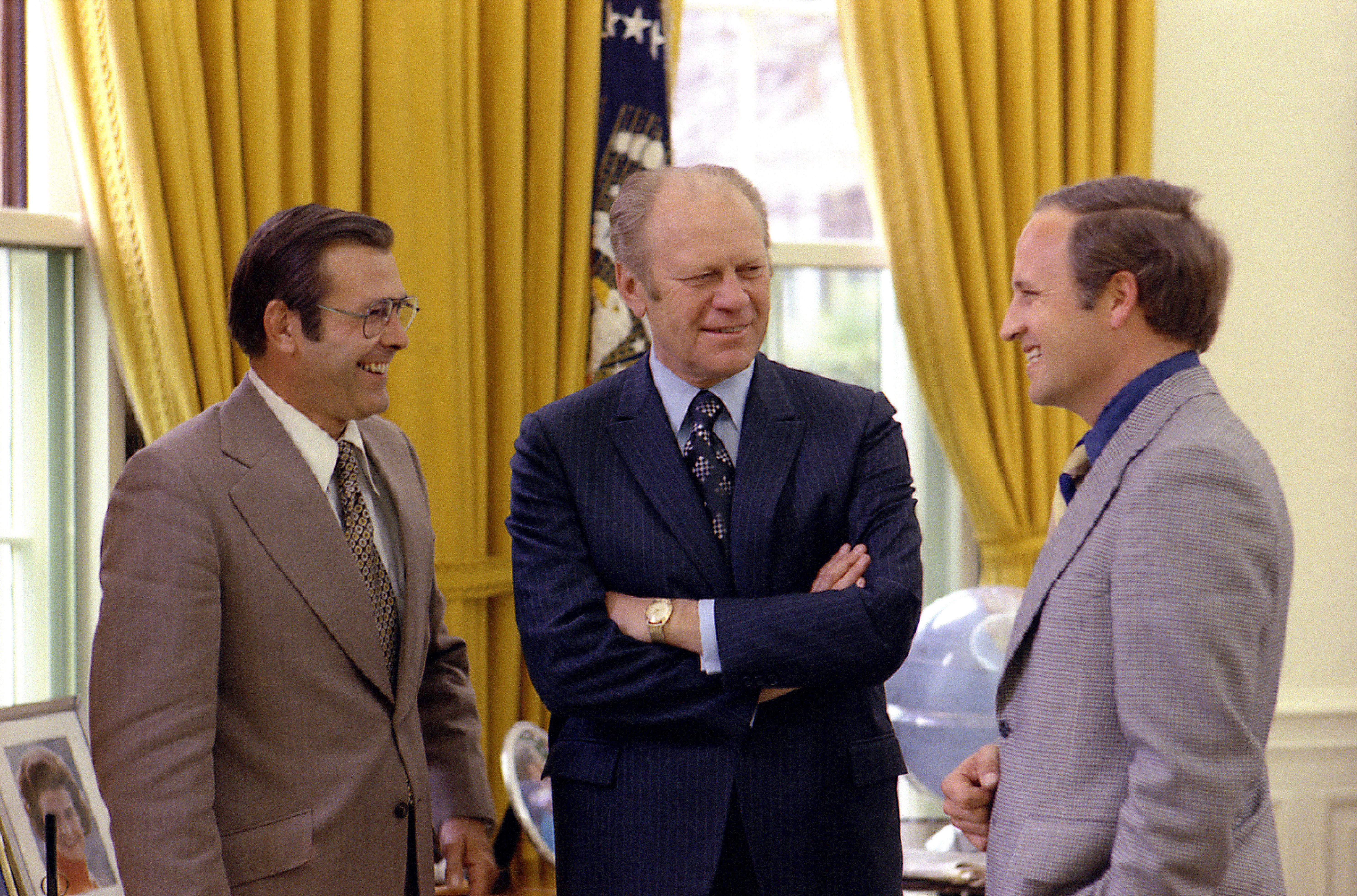
Stafchef van het Witte Huis Donald Rumsfeld, president Gerald Ford en adviseur Dick Cheney in de Oval Office tijdens bijeenkomst in het Witte Huis op 28 april 1975.

President Gerald Ford en president van Egypte Anwar Sadat tijdens een bezoek aan Salzburg op 5 september 1975.

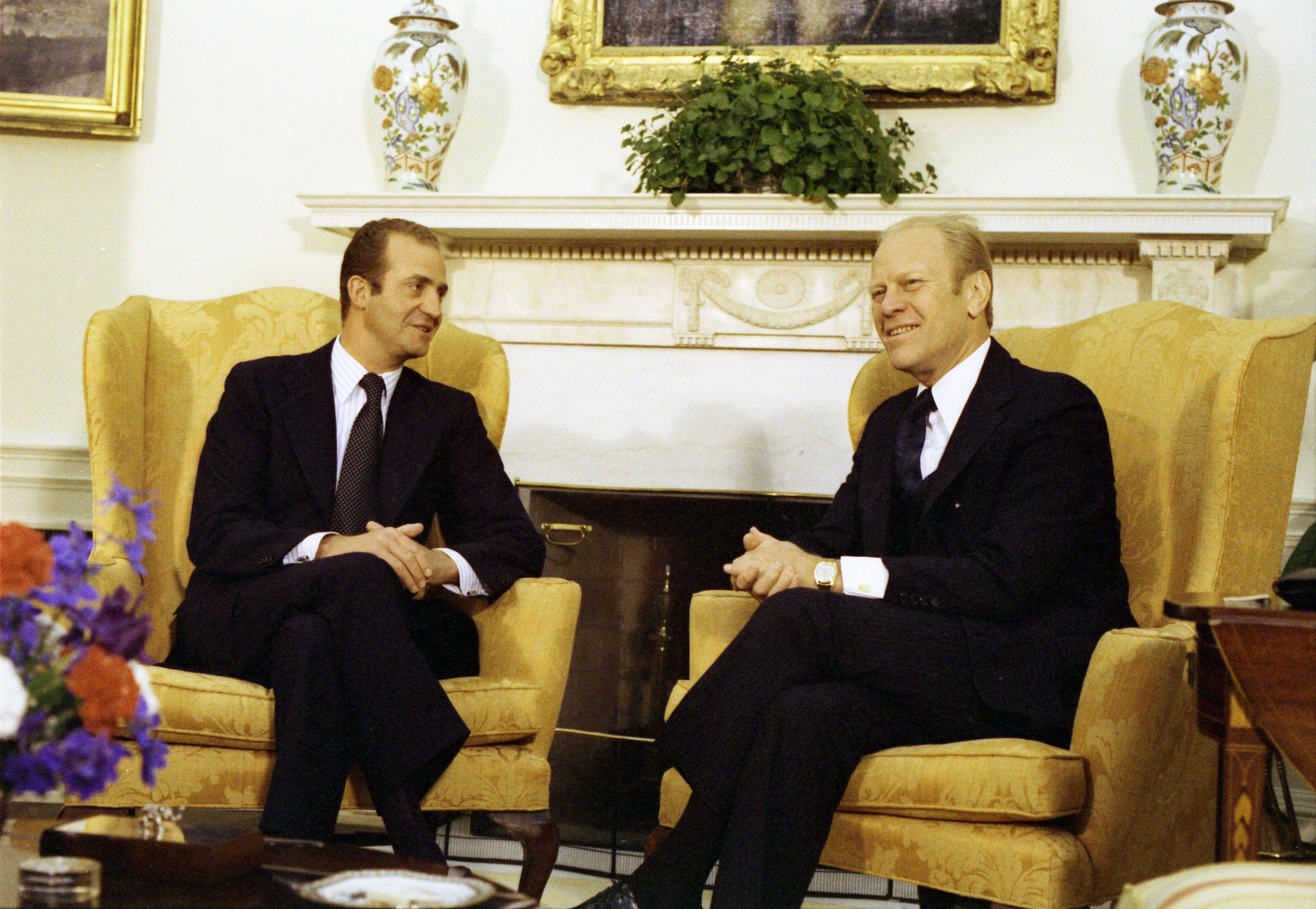
Koning Juan Carlos I van Spanje en president Gerald Ford in de Oval Office tijdens bijeenkomst in het Witte Huis op 2 juni 1976.

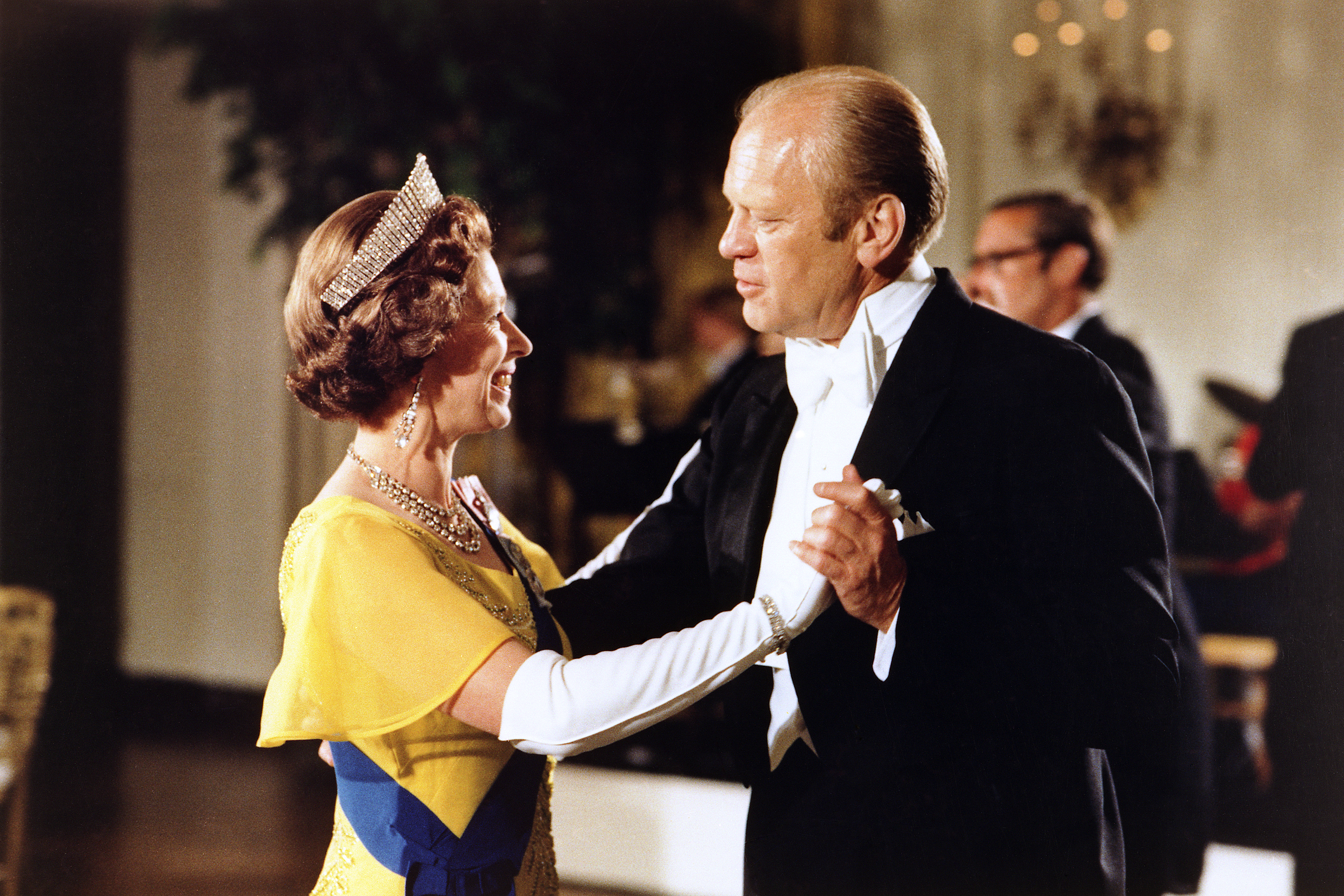
Koningin Elizabeth II en president Gerald Ford tijdens een staatsbezoek in het Witte Huis op 7 juli 1976.

Minister van Buitenlandse Zaken Henry Kissinger en minister-president van Nederland Joop den Uyl tijdens een bezoek aan het Catshuis op 11 augustus 1976.

| Nr.                  | Functie(s) | Functie(s)                                               | Ambtsbekleder                          | Ambtsbekleder                                  | Ambtstermijn                           | Ambtstermijn                           | Partij(en)                             |
| -------------------- | ---------- | -------------------------------------------------------- | -------------------------------------- | ---------------------------------------------- | -------------------------------------- | -------------------------------------- | -------------------------------------- |
| 38                   |            | President van de Verenigde Staten                        | Gerald Ford                            | Gerald Ford (1913–2006)                        | 9 augustus 1974                        | 20 januari 1977                        | R                                      |
|                      |            | Vicepresident van de Verenigde Staten                    | Vacant (9 augustus – 19 december 1974) | Vacant (9 augustus – 19 december 1974)         | Vacant (9 augustus – 19 december 1974) | Vacant (9 augustus – 19 december 1974) | Vacant (9 augustus – 19 december 1974) |
| 41                   |            | Vicepresident van de Verenigde Staten                    | Nelson Rockefeller                     | Nelson Rockefeller (1908–1979)                 | 19 december 1974                       | 20 januari 1977                        | R                                      |
| Kabinet              |            |                                                          |                                        |                                                |                                        |                                        |                                        |
| Nr.                  | Functie(s) | Functie(s)                                               | Ambtsbekleder                          | Ambtsbekleder                                  | Ambtstermijn                           | Ambtstermijn                           | Partij(en)                             |
| 56                   |            | Minister van Buitenlandse Zaken                          | Henry Kissinger                        | Henry Kissinger (1923–2023)                    | 22 september 1973                      | 20 januari 1977                        | R                                      |
| 63                   |            | Minister van Financiën                                   | William Simon                          | William Simon (1927–2000)                      | 8 mei 1974                             | 20 januari 1977                        | R                                      |
| 12                   |            | Minister van Defensie                                    | James Schlesinger                      | James Schlesinger (1929–2014)                  | 2 juli 1973                            | 20 november 1975                       | R                                      |
| 13                   |            | Minister van Defensie                                    | Donald Rumsfeld                        | Donald Rumsfeld (1932–2021)                    | 20 november 1975                       | 20 januari 1977                        | R                                      |
| 70                   |            | Minister van Justitie                                    | Bill Saxbe                             | Bill Saxbe (1916–2010)                         | 4 januari 1974                         | 14 januari 1975                        | R                                      |
| 71                   |            | Minister van Justitie                                    | Edward Levi                            | Edward Levi (1911–2000)                        | 14 januari 1975                        | 20 januari 1977                        | R                                      |
| 39                   |            | Minister van Binnenlandse Zaken                          | Rogers Morton                          | Rogers Morton (1914–1979)                      | 29 januari 1971                        | 30 april 1975                          | R                                      |
| [ 5 ]                |            | Minister van Binnenlandse Zaken                          |                                        | Kent Frizzell (1929–2016)                      | 30 april 1975                          | 12 juni 1975                           | R                                      |
| 40                   |            | Minister van Binnenlandse Zaken                          | Stanley Hathaway                       | Stanley Hathaway (1924–2005)                   | 12 juni 1975                           | 9 oktober 1975                         | R                                      |
| [ 5 ]                |            | Minister van Binnenlandse Zaken                          |                                        | Kent Frizzell (1929–2016)                      | 9 oktober 1975                         | 17 oktober 1975                        | R                                      |
| 41                   |            | Minister van Binnenlandse Zaken                          | Thomas Kleppe                          | Thomas Kleppe (1919–2007)                      | 17 oktober 1975                        | 20 januari 1977                        | R                                      |
| 18                   |            | Minister van Landbouw                                    | Earl Butz                              | Earl Butz (1909–2008)                          | 2 december 1971                        | 4 oktober 1976                         | R                                      |
| Vacant               |            | Minister van Landbouw                                    |                                        |                                                |                                        |                                        |                                        |
| 19                   |            | Minister van Landbouw                                    | John Knebel                            | John Knebel (1936)                             | 4 november 1976                        | 20 januari 1977                        | R                                      |
| 21                   |            | Minister van Economische Zaken                           | Frederick Dent                         | Frederick Dent (1922–2019)                     | 1 februari 1973                        | 26 maart 1975                          | R                                      |
| Vacant               |            | Minister van Economische Zaken                           |                                        |                                                |                                        |                                        |                                        |
| 22                   |            | Minister van Economische Zaken                           | Rogers Morton                          | Rogers Morton (1914–1979)                      | 30 april 1975                          | 2 februari 1976                        | R                                      |
| 23                   |            | Minister van Economische Zaken                           | Elliot Richardson                      | Elliot Richardson (1920–1999)                  | 2 februari 1976                        | 20 januari 1977                        | R                                      |
| 13                   |            | Minister van Arbeid                                      | Peter Brennan                          | Peter Brennan (1918–1996)                      | 1 februari 1973                        | 15 maart 1975                          | D                                      |
| 14                   |            | Minister van Arbeid                                      | John Dunlop                            | John Dunlop (1914–2003)                        | 15 maart 1975                          | 30 januari 1976                        | R                                      |
| Vacant               |            | Minister van Arbeid                                      |                                        |                                                |                                        |                                        |                                        |
| 15                   |            | Minister van Arbeid                                      | William Usery                          | William Usery (1923–2016)                      | 10 februari 1976                       | 20 januari 1977                        | R                                      |
| 10                   |            | Minister van Volksgezondheid, Onderwijs en Welzijn       | Caspar Weinberger                      | Caspar Weinberger (1917–2006)                  | 12 februari 1973                       | 8 augustus 1975                        | R                                      |
| 11                   |            | Minister van Volksgezondheid, Onderwijs en Welzijn       | David Mathews                          | David Mathews (1935)                           | 8 augustus 1975                        | 20 januari 1977                        | R                                      |
| 4                    |            | Minister van Volkshuisvesting en Stedelijke Ontwikkeling | James Lynn                             | James Lynn (1927–2010)                         | 2 februari 1973                        | 5 februari 1975                        | R                                      |
| Vacant               |            | Minister van Volkshuisvesting en Stedelijke Ontwikkeling |                                        |                                                |                                        |                                        |                                        |
| 5                    |            | Minister van Volkshuisvesting en Stedelijke Ontwikkeling | Carla Anderson Hills                   | Carla Anderson Hills (1934)                    | 10 maart 1975                          | 20 januari 1977                        | R                                      |
| 3                    |            | Minister van Transport                                   | Claude Brinegar                        | Claude Brinegar (1926–2009)                    | 2 februari 1973                        | 1 februari 1975                        | R                                      |
| Vacant               |            | Minister van Transport                                   |                                        |                                                |                                        |                                        |                                        |
| 4                    |            | Minister van Transport                                   | Bill Coleman                           | Bill Coleman (1920–2017)                       | 7 maart 1975                           | 20 januari 1977                        | R                                      |
| Executive Office     |            |                                                          |                                        |                                                |                                        |                                        |                                        |
| Nr.                  | Functie(s) | Functie(s)                                               | Ambtsbekleder                          | Ambtsbekleder                                  | Ambtstermijn                           | Ambtstermijn                           | Partij(en)                             |
| 5                    |            | Stafchef van het Witte Huis                              | Alexander Haig                         | Lieutenant General Alexander Haig (1924–2010)  | 4 mei 1973                             | 21 september 1974                      | R                                      |
| 6                    |            | Stafchef van het Witte Huis                              | Donald Rumsfeld                        | Donald Rumsfeld (1932–2021)                    | 21 september 1974                      | 20 november 1975                       | R                                      |
| 7                    |            | Stafchef van het Witte Huis                              | Dick Cheney                            | Dick Cheney (1941)                             | 20 november 1975                       | 20 januari 1977                        | R                                      |
| 8                    |            | Nationaal Veiligheidsadviseur                            | Henry Kissinger                        | Henry Kissinger (1923–2023)                    | 20 januari 1969                        | 3 november 1975                        | R                                      |
| 9                    |            | Nationaal Veiligheidsadviseur                            | Brent Scowcroft                        | Lieutenant General Brent Scowcroft (1925–2020) | 3 november 1975                        | 20 januari 1977                        | R                                      |
| 6                    |            | Counselor                                                | Anne Armstrong                         | Anne Armstrong (1927–2008)                     | 20 januari 1973                        | 18 december 1974                       | R                                      |
| 7                    |            | Counselor                                                | Dean Burch                             | Dean Burch (1927–1991)                         | 8 maart 1974                           | 31 december 1974                       | R                                      |
| 8                    |            | Counselor                                                | Kenneth Rush                           | Kenneth Rush (1910–1994)                       | 9 augustus 1974                        | 19 december 1974                       | R                                      |
| 9                    |            | Counselor                                                | Robert Hartmann                        | Robert Hartmann (1917–2008)                    | 9 augustus 1974                        | 20 januari 1977                        | R                                      |
| 10                   |            | Counselor                                                | John Marsh                             | John Marsh (1926–2019)                         | 9 augustus 1974                        | 20 januari 1977                        | D                                      |
| 11                   |            | Counselor                                                | Rogers Morton                          | Rogers Morton (1914–1979)                      | 2 februari 1976                        | 1 april 1976                           | R                                      |
| 21                   |            | Directeur van het Bureau voor Management en Budget       | Roy Ash                                | Roy Ash (1918–2011)                            | 30 januari 1973                        | 3 februari 1975                        | O                                      |
| 22                   |            | Directeur van het Bureau voor Management en Budget       | James Lynn                             | James Lynn (1927–2010)                         | 3 februari 1975                        | 20 januari 1977                        | R                                      |
| 17                   |            | Juridisch Adviseur                                       | Philip Buchen                          | Philip Buchen (1916–2001)                      | 9 augustus 1974                        | 20 januari 1977                        | R                                      |
| 18                   |            | Juridisch Adviseur                                       |                                        | William Casselman (1941)                       | 9 augustus 1974                        | 19 september 1975                      | R                                      |
| 19                   |            | Juridisch Adviseur                                       |                                        | Phillip Areeda (1930–1995)                     | 1 oktober 1974                         | 1 februari 1975                        | R                                      |
| 20                   |            | Juridisch Adviseur                                       |                                        | Roderick Hills (1931–2014)                     | 10 maart 1975                          | 1 oktober 1975                         | R                                      |
| 4                    |            | Binnenlands Adviseur                                     |                                        | Ken Cole (1938–2001)                           | 8 januari 1974                         | 28 februari 1975                       | R                                      |
| 5                    |            | Binnenlands Adviseur                                     |                                        | James Cannon (1918–2011)                       | 28 februari 1975                       | 20 januari 1977                        | R                                      |
| 14                   |            | Perschef van het Witte Huis                              | Jerry terHorst                         | Jerry terHorst (1922–2010)                     | 9 augustus 1974                        | 9 september 1974                       | R                                      |
| 15                   |            | Perschef van het Witte Huis                              | Ron Nessen                             | Ron Nessen (1934)                              | 9 september 1974                       | 20 januari 1977                        | R                                      |
| Buitenlands Beleid   |            |                                                          |                                        |                                                |                                        |                                        |                                        |
| Nr.                  | Functie(s) | Functie(s)                                               | Ambtsbekleder                          | Ambtsbekleder                                  | Ambtstermijn                           | Ambtstermijn                           | Partij(en)                             |
| 11                   |            | Ambassadeur bij de Verenigde Naties                      | John Scali                             | John Scali (1918–1995)                         | 20 februari 1973                       | 30 juni 1975                           | O                                      |
| 12                   |            | Ambassadeur bij de Verenigde Naties                      | Pat Moynihan                           | Pat Moynihan (1927–2003)                       | 30 juni 1975                           | 2 februari 1976                        | D                                      |
| Vacant               |            | Ambassadeur bij de Verenigde Naties                      |                                        |                                                |                                        |                                        |                                        |
| 13                   |            | Ambassadeur bij de Verenigde Naties                      | Bill Scranton                          | Bill Scranton (1917–2013)                      | 15 maart 1976                          | 20 januari 1977                        | R                                      |
| 4                    |            | Handels- vertegenwoordiger                               |                                        | William Eberle (1923–2008)                     | 12 november 1971                       | 24 december 1974                       | R                                      |
| Vacant               |            | Handels- vertegenwoordiger                               |                                        |                                                |                                        |                                        |                                        |
| 5                    |            | Handels- vertegenwoordiger                               | Frederick Dent                         | Frederick Dent (1922–2019)                     | 25 maart 1975                          | 20 januari 1977                        | R                                      |
| Agentschapen         |            |                                                          |                                        |                                                |                                        |                                        |                                        |
| Nr.                  | Functie(s) | Functie(s)                                               | Ambtsbekleder                          | Ambtsbekleder                                  | Ambtstermijn                           | Ambtstermijn                           | Partij(en)                             |
| 2                    |            | Directeur van de Environmental Protection Agency         | Russell Train                          | Russell Train (1920–2012)                      | 13 september 1973                      | 20 januari 1977                        | R                                      |
| Inlichtingendiensten |            |                                                          |                                        |                                                |                                        |                                        |                                        |
| Nr.                  | Functie(s) | Functie(s)                                               | Ambtsbekleder                          | Ambtsbekleder                                  | Ambtstermijn                           | Ambtstermijn                           | Partij(en)                             |
| 10                   |            | Directeur van de Central Intelligence Agency             | William Colby                          | William Colby (1920–1996)                      | 4 september 1973                       | 30 januari 1976                        | O                                      |
| 11                   |            | Directeur van de Central Intelligence Agency             | George H.W. Bush                       | George H.W. Bush (1924–2018)                   | 30 januari 1976                        | 20 januari 1977                        | R                                      |
| 2                    |            | Directeur van de Federal Bureau of Investigation         | Clarence Kelley                        | Clarence Kelley (1911–1997)                    | 9 juli 1973                            | 15 februari 1978                       | R                                      |
| Economisch Beleid    |            |                                                          |                                        |                                                |                                        |                                        |                                        |
| Nr.                  | Functie(s) | Functie(s)                                               | Ambtsbekleder                          | Ambtsbekleder                                  | Ambtstermijn                           | Ambtstermijn                           | Partij(en)                             |
| 9                    |            | Voorzitter van de Raad van Economische Adviseurs         |                                        | Herbert Stein (1916–1999)                      | 1 januari 1972                         | 31 augustus 1974                       | R                                      |
| Vacant               |            | Voorzitter van de Raad van Economische Adviseurs         |                                        |                                                |                                        |                                        |                                        |
| 10                   |            | Voorzitter van de Raad van Economische Adviseurs         | Alan Greenspan                         | Alan Greenspan (1926)                          | 4 september 1974                       | 20 januari 1977                        | R                                      |
| Krijgsmacht          |            |                                                          |                                        |                                                |                                        |                                        |                                        |
| Nr.                  | Functie(s) | Functie(s)                                               | Ambtsbekleder                          | Ambtsbekleder                                  | Ambtstermijn                           | Ambtstermijn                           | Partij(en)                             |
| 8                    |            | Chairman of the Joint Chiefs of Staff                    | George Brown                           | General George Brown (1918–1978)               | 1 juli 1974                            | 20 juni 1978                           | O                                      |

Washington ·
J. Adams ·
Jefferson ·
Madison ·
Monroe ·
J.Q. Adams ·
Jackson ·
Van Buren ·
W.H. Harrison ·
Tyler ·
Polk ·
Taylor ·
Fillmore ·
Pierce ·
Buchanan ·
Lincoln ·
A. Johnson ·
Grant ·
Hayes ·
Garfield ·
Arthur ·
Cleveland I ·
B. Harrison ·
Cleveland II ·
McKinley ·
T. Roosevelt ·
Taft ·
Wilson ·
Harding ·
Coolidge ·
Hoover ·
F.D. Roosevelt ·
Truman ·
Eisenhower ·
Kennedy ·
L.B. Johnson ·
Nixon ·
Ford ·
Carter ·
Reagan ·
G.H.W. Bush ·
Clinton ·
G.W. Bush ·
Obama ·
Trump I ·
Biden ·
Trump II